# Björn Afzelius
Björn Svante Afzelius (27. januar 1947 i Huskvarna – 16. februar 1999 i Göteborg) var svensk sanger, komponist, tekstforfatter og guitarist. Hans sange handlede om kærlighed og livets glæder og sorger, men havde også ofte et element af kraftig politisk indignation. Afzelius vandt stor anerkendelse og havde mange fans i bl.a. Danmark og Norge, mens han i hjemlandet Sverige var en omstridt kunstner, især i anmelderkredse.[kilde mangler]
Afzelius blev født i Huskvarna i Småland. Hans far var ingeniør og hans mor hjemmegående husmor. Hans eneste søskende er broderen Bengt (født 1952), der er musiklærer. I en ung alder blev Afzelius interesseret i musik, fordi hans mor og hendes gren af familien var musikinteresserede. I 1970 dannede Afzelius progressiv rock-gruppen Hoola Bandoola Band sammen med Mikael Wiehe. Den mest kendte sang med dette band er Juanita. Wiehe og Afzelius udviklede et nært venskab og samarbejdede flere gange efter Hoola Bandoola Bands opløsning i 1975. Samarbejdet fortsatte helt frem til kort før Björn Afzelius' død.
I 1974 udgav Afzelius sit første soloalbum, og hans sidste blev udgivet i 1999. Afzelius skrev over 150 sange selv men har også indspillet sange af bl.a. Bob Dylan, Silvio Rodriguez, Åge Aleksandersen og Anne Linnet , hvor han selv oversatte teksten til svensk. Han var blandt Skandinaviens mest populære musikere i 1980’erne og 1990’erne og har i de nordiske lande solgt ca. 2,5 millioner albums. Han havde et stort publikum i Danmark og spillede ofte live i landet, både som led i koncertturneer og i forbindelse med politiske arrangementer som 1. Maj-fester, Land og Folk Festival, Anti Apartheid-arrangementer mv.
Han døde af lungekræft i 1999, 52 år gammel men er stadig en af Nordens mest populære musikere. Björn Afzelius er begravet ved Västra kyrkogården i Göteborg.

## Baggrund
Faderen var ingeniør, moderen var hjemmegående, og Björns bror Bengt (født 1952) er musiklærer. I 1954 flyttede familien til Hökarängen i Stockholm og i 1961 til Skåne, først til Landskrona og i 1963 til Malmö. I 1976 flyttede Afzelius til Göteborg, hvor han boede frem til sin død, samtidig med at han havde sit andet hjem i Castelvecchio di Rocca Barbena i den italienske region Ligurien, hvor han skrev mange af sine sange.
Moderens familie var meget musikalsk, og han kom tidligt i kontakt med musik, fortrinsvis 50-ernes slagere og Evert Taube. Men som så mange andre i sin generation blev han grebet af rock and roll-musikken, og han lyttede især til Elvis Presley og Little Richard, hvor førstnævnte blev hans mest fremtrædende musikalske idol. Björn Afzelius hævdede selv i biografiske tekster, at Elvis Presley fik ham til at synge, The Beatles til at spille guitar og Bob Dylan til at engagere sig i teksterne i rockmusikken, mens Mikael Wiehe inspirerede ham til at skrive egne sange.
Først da popmusikken fik sit gennembrud i 1960-erne lærte Afzelius at spille guitar. Han fik sin første guitar, en Hagström, i 1964 og dannede snart herefter sin første band., og i løbet af dette årti spillede han i forskellige bands i Malmö, indtil han i 1968 påbegyndte et studium ved Lunds universitet.

## Hoola Bandoola Band
Ved et tilfælde mødte han Mikael Wiehe i 1970, og de dannede hobbybandet Hoola Bandoola Band, men allerede året efter fik gruppen et tilbud om at være med i et radioprogram, og en uge senere havde de fået to tilbud om en pladekontrakt. Gruppen indspillede albummet Garanterad Individuell, som blev udgivet i 1971. Den fik gode anmeldelser og vakte en vis opmærksomhed, mens gruppens næste album Vem kan man lita på? blev gruppens store kommercielle gennembrud.
Bandet opnåede popularitet i Sverige i 1970’erne. Teksterne var ofte samfundskritiske, og både Afzelius og Wiehe udviste et politisk engagement, som bl.a. kom til udtryk ved støttearrangementer og velgørenhedskoncerter. Latinamerika havde deres særlige bevågenhed, og Afzelius skrev en lovsang til Cuba – "Tankar i Havanna" – under sit første besøg i dette land.
Beslutningen om at opløse Hoola Bandoola Band blev offentliggjort den 1. maj 1976, hvor gruppen meddelte, at "vi har gjort vores – nu må andre tage over". Hoola Bandoola Band holdt afskedskoncert i Pildammsparken i Malmö. Det er senere kommet til offentlighedens kendskab, at opløsningen skyldtes, at Afzelius ikke længere kunne affinde sig med, at Wiehe som leder af bandet besluttede hvilke sange, der skulle fremføres ved koncerter på turnéerne.

## Solokarriere 1976 - 1980
Han påbegyndte sin solokarriere med albummet För kung och fosterland, som blev udgivet på det alternative pladeselskab ’’Nacksving’’. På omslaget ses en halvnøgen Afzelius, fotograferet af Marianne Lindberg De Geer, da parret ryddede op i hans fars lejlighed efter dennes død. Albummet blev i Aftonbladet kåret som "Årets plade" i Sverige. I 1978 fulgte Afzelius successen op med albummet Johnny Boy, som udgjorde inspirationen til et teaterstykke fra 2013, hvor Lindberg De Geer kommenterer sit samliv med Afzelius.

## Globetrotters
I 1980 dannede Afzelius gruppen Globetrotters med udgivelsen af albummet Globetrotter. Globetrotters var resultatet af et TV-program, han skulle medvirke i, og hvor der krævedes flere nye musikere. Det countryinspirerede album indeholdt hittet ”Evelina”, som var på flere danseorkestres repertoire i Sverige. Stefan Borsch indspillede i 1982 en af Afzelius kampsange - "Till min kära", som blev et stort hit, der indbragte ham en platinplade. Endog "Sång till friheten", som er en hyldest til de revolutionære frihedsbevægelser i Latinamerika, er indspillet af Borsch. Afzelius udtalte, at han ikke havde problemer med, at danse- og popmusikere indspillede hans sange, hvilket blev meget negativt modtaget på den svenske venstrefløj, ligesom en række anmeldere angreb ham for at være blevet kommerciel. Som følge heraf blev hans album Exil, der udkom i 1984 meget hårdt angrebet af de svenske anmeldere, mens modtagelsen i Norge og især Danmark var langt mere positive. Et af højdepunkterne for Bandet var dets optræden på Orange Scene i Roskilde i 1984 foran mere end 70.000 tilhørere. Han optrådte i alt fire gang ved Roskildefestivalerne. Afzelius selv var udadtil ligeglad med den svenske kritik og glædede sig i stedet over publikums positive signaler ved koncerterne. Personligt gav han dog overfor sine nærmeste venner udtryk for stor skuffelse over den negative kritik. Globetrotters blev opløst i 1985 men blev i 2003 genforenet, idet besætningen fra de sidste koncerter, der er udgivet på Grande Finale og optaget i København, spillede sammen for første gang siden Björns død i 1999.

## Solokarriere 1986 - 1999
Afzelius havde trods bruddet med Hoola Bandoola Band fastholdt sit nære venskab med Mikael Wiehe, og i 1986 genoptog de det musikalske samarbejde med CD'en Björn Afzelius & Mikael Wiehe, ligesom de i flere perioder turnerede sammen. Solokarrieren fik et nyt højdepunkt, da Afzelius indspillede "Tusen Bitar", en svensksproget version af Anne Linnets "Tusind Stykker". Han fik efter udgivelsen heraf en grammy i Danmark som bedste udenlandske solist. Da han indspillede sin sidste CD, "Elsinore", var han stærkt mærket af sin kræftsygdom, men overfor medierne holdt han sygdommen skjult.

## Eftermæle
I 2014 blev der indspillet en dokumentarfilm om Afzelius, Björn Afzelius : Tusen bitar. Til denne film indspillede Laleh en ny version af Tusen bitar som gennemgående musikalsk motiv.

## Diskografi
Blandt Afzelius mere end 150 indspilninger er de mest populære "Ikaros", "Sång till friheten" (oprindelig indspillet af cubaneren Silvio Rodriguez som "El Día Feliz Que Está Ilegando"), "Kungens man", "Tankar i Havanna" og "Till min kära". Hans største kommercielle succes kom med "Tusen Bitar", en svensk version af Anne Linnets "Tusind Stykker".

### Soloalbum
- 1974: Vem är det som är rädd?
- 1976: För kung och fosterland
- 1978: Johnny Boy
- 1979: Bakom kulisserna
- 1979: Another Tale to Tell
- 1984: Afzelius; sång & gitarr (live)
- 1987: Riddarna kring runda bordet
- 1988: Don Quixote
- 1988: En man, en röst, en gitarr (live)
- 1990: Tusen bitar
- 1991: Nidaros (live)
- 1992: Afzelius, Bygren, Råstam (live)
- 1994: Nära dej
- 1997: Tankar vid 50
- 1999: Elsinore

### Med Globetrotters
- 1980: Globetrotter
- 1982: Danska nätter (live) (2cd)
- 1982: Innan tystnaden
- 1984: Exil
- 1985: Nio liv
- 1986: Grande Finale (live) (2cd)

### Björn Afzelius & Mikael Wiehe
- 1986: Björn Afzelius & Mikael Wiehe
- 2004: Björn Afzelius & Mikael Wiehe 1993 – Malmöinspelningarna
- 2009: Björn Afzelius & Mikael Wiehe – Olympiska Nätter (3cd box m/dvd)

### Opsamlinger
- 1988: Björn Afzelius bästa vol 1
- 1988: Björn Afzelius bästa vol 2
- 1995: Björn Afzelius bästa vol 3
- 1996: Afzelius Box (3cd)
- 1998: Den röda tråden, definitivt
- 2002: Den Röda Tråden vol 1
- 2002: Den Röda Tråden vol 2
- 2005: Björn Afzelius bästa (2cd)
- 2007: Sång Till Friheten (4cd box)
- 2007: Guldkorn vol 1
- 2010: Björn Afzelius (5cd box-Original Album Series)
- 2011: Tusen Bitar – Sånger Om Kärlek Och Rättvisa (3cd)

### Kendte sange
- "Juanita" (1975)
- "Sång till friheten" (1982)
- "Tusen bitar" (1990) – skrevet af Anne Linnet
- "Ikaros" (1984)
- "Isabelle" (1984)
- "Rebecca" (1988)
- "Hiroshima" (1984)
- "Dockhemmet" (1985)
- "Ljuset" (1986)
- "Fröken Julie" (1976)
- "Farväl till släkt och vänner" (1999)
- "Balladen om K." (1979)
- "Under Sions kalla stjärna" (1988)
- "Odyssevs" (1987)
- "Medan bomberna faller" (1982)
- "Du" (1994)
- "Till min kära" (1982)
- "En kungens man" (1982)
- "Född fri" (1997)

## Roman
- 1993: En gång i Havanna